# 青山学院幼稚園
青山学院幼稚園（あおやまがくいんようちえん）は、東京都渋谷区渋谷にある私立幼稚園。

## 概要
幼稚園から女子短期大学・四年制大学（夜間学部設置）・大学院までを有する青山学院において、一貫教育の最も基礎部分にあたる。在園児童は約120名、同窓生は約1,900名である。青山学院はメソジスト派のミッションスクールであり、幼稚園にもイースター礼拝などのキリスト教の行事がある。
幼稚園正門は南青山5丁目の住宅街側にあり、青山通りまでの道をアイビーホール（旧青学会館）などが並ぶ。

## 教育理念
青山学院幼稚園は、青山学院教育方針にもとづき、豊かな自然の中でいろいろな人と共に生活することにより、神様の恵みと守りを感じ、祈りと感謝と喜びの生活が実現出来る保育を目指すものである。

## 歴史
青山学院幼稚園の前身は、青山学院の校友である米山梅吉夫妻によって1937年に設立された「青山学院緑岡幼稚園」である。所在地は現在の青山キャンパス校内であったが、青山学院とは別法人であった。しかし、緑岡幼稚園は1945年5月の東京大空襲で全焼し、休園状態となった。 
戦後の1961年、青山学院・第11代院長大木金次郎の時に、「青山学院幼稚園」として就学前教育を再開した。

## 著名な学校関係者

### 卒園者
- 蓮舫 - 参議院議員、元タレント
- tohko - 歌手
- 渡辺大 - 俳優
- 杏 - 女優
- 花田優一 - 靴職人
- 市川海老蔵 - 歌舞伎役者
- 市川染五郎 - 歌舞伎役者
- 中村橋之助 - 歌舞伎役者
- 中村福之助 - 歌舞伎役者
- 中村歌之助 - 歌舞伎役者
- 河合彩 - 元フィギュアスケート・アイスダンス選手、元日本テレビアナウンサー / 松濤幼稚園から転入
- 三田友梨佳 - フリーアナウンサー、元フジテレビアナウンサー